# Max Renaudin-Pratt
Vous pouvez aider à l'améliorer ou bien discuter des problèmes sur sa page de discussion.
- Cet article biographique nécessite des références supplémentaires pour assurer sa vérifiabilité. (Marqué depuis mars 2024)
- Son contenu est rédigé entièrement ou presque à partir d'une seule source. N'hésitez pas à modifier cet article pour améliorer sa vérifiabilité en apportant de nouvelles références dans des notes de bas de page. (Marqué depuis mars 2024)
- Sa forme n’est pas encyclopédique et ressemble trop à un curriculum vitæ. Modifiez le texte pour aider à le transformer en article neutre. (Marqué depuis mars 2024)

- Archive Wikiwix
- Bing
- Cairn
- DuckDuckGo
- E. Universalis
- Gallica
- Google
- G. Books
- G. News
- G. Scholar
- Persée
- Qwant
- (zh) Baidu
- (ru) Yandex
- (wd) trouver des œuvres sur Wikidata

Pour les articles homonymes, voir Renaudin et Pratt.
Max Renaudin-Pratt est un acteur français, né le 14 juillet 1998 à Paris.

## Biographie
À 13 ans, Max part vivre, pendant 2 ans, à Los Angeles pour perfectionner son anglais au Beverly Hills Playhouse Acting School.
À 15 ans, il rentre à Paris pour poursuivre sa carrière française, finir le lycée et poursuivre des études.

### Carrière
Grâce à ses parents, Max commence sa carrière d'acteur à l'âge de trois ans en prêtant sa voix au fils de Drew Barrymore dans la version française du film Écarts de conduite (Riding in Cars with Boys).
Quelques mois plus tard, il participe au tournage d'un film documentaire intitulé Écoutons… qui dénonce le silence autour des enfants battus.
À 5 ans, la réalisatrice Marie Donnio écrit pour Max et tourne avec lui une série de programmes courts intitulés Et pourquoi ?. Max joue le rôle d'Elliot, un enfant hyperactif qui rend la vie difficile à son père célibataire en demandant toujours « Et pourquoi ?… »
À 6 ans, Max joue le rôle d'un autre Elliot dans le court métrage Chicago Blues, réalisé par Sylvain Dardennes, où il doit faire face à la mort de sa grand-mère.
À 7 ans, Max est sollicité par un autre réalisateur, Safy Nebbou, pour tenir le rôle du jeune Ingmar Bergman dans la collection de courts métrages Enfances. Pour ce rôle, Max obtient le prix du « Meilleur Acteur » au Festival du Court Métrage de Contis en 2007 en France.
L'année suivante, Max est choisi pour tenir le rôle de Marceau, un des enfants principaux, dans la série sur la Seconde Guerre mondiale « Un Village français ».
À 10, Max joue le rôle de Simon, le fils de Fabrice Luchini, dans le long métrage Les Invités de mon père ainsi que le fils de Dominique Pinon dans la mini-série Le Romancier Martin. Il joue ensuite Zack, le plus jeune fils, dans la série télévisée Les Parents.
Lorsqu'il ne tourne pas, Max continue à travailler dans le doublage en étant, entre autres, la voix française de Max dans Parenthood, de Luke dans Modern Family, de Tom Jedusor dans Harry Potter et le Prince de sang-mêlé ou Albus Severus Potter dans Harry Potter et les Reliques de la Mort, deuxième partie.
Il est également la voix française de Badou, petit-fils de Babar, dans Babar : Les Aventures de Badou pendant deux saisons.
Plus récemment, il reprit le rôle de Samsam dans la série d'animation française SamSam (depuis la saison 2) ainsi que la voix de Maki, rôle principal du long métrage d'animation Zarafa, réalisé par Rémi Bezançon.

## Filmographie
- 2002 : Par amour pour toi : Antoine
- 2003 : Et pourquoi ? : Elliot
- 2004 : Chicago Blues : Elliot
- 2007 : Enfances (Une naissance) : Ingmar Bergman enfant
- 2009-2012 : Un village français : Marceau (15 épisodes)
- 2010 : Les Invités de mon père : Simon
- 2010 : Le Romancier Martin : Le fils de Martin
- 2011 : Les Parent : Zack

## Doublage

### Cinéma

#### Films
- Chandler Canterbury dans :
  - L'Étrange Histoire de Benjamin Button (2008) : Benjamin Button à 8 ans
  - Prédictions (2009) : Caleb Koestler

- 2001 : Écarts de conduite : Jason Hasek à l'âge de 3 ans (Logan Arens)
- 2004 : Neverland : Michael Llewelyn Davies (Luke Spill)
- 2005 : Syriana : Max Woodman (Steven Hinkle)
- 2008 : L'Étrange Histoire de Benjamin Button : Benjamin Button à 12 ans (Spencer Daniels)
- 2009 : Harry Potter et le Prince de sang-mêlé : Voldemort à 11 ans (Hero Fiennes-Tiffin)
- 2009 : The Informant! : Alexander Whitacre (Lucas Carroll)
- 2010 : Piranha 3D : Zane Forester (Sage Ryan)
- 2010 : Hesher : Thomas « T. J. » Forney (Devin Brochu)
- 2010 : Insidious : Foster Lambert (Andrew Astor)
- 2011 : Tron : L'Héritage : Sam Flynn à 7 ans (Owen Best)
- 2011 : Harry Potter et les Reliques de la Mort, partie 2 : Albus Severus Potter (Arthur Bowen)
- 2014 : Echo : Alex (Teo Halm)

#### Film d'animation
- 2010 : Le Marchand de sable : Georges
- 2010 : Toy Story 3 : voix additionnelles
- 2012 : Zarafa : Maki

### Télévision

#### Téléfilm
- 2009 : Des mains en or : Bennie (enfant) (Jaishon Fisher)

#### Séries télévisées
- 2008 : Cashmere Mafia : ? ( ? )
- 2008-2009 : Les Experts : Miami : Bill Gantry (Tanner Blaze) (3 épisodes)
- 2009-2011 : Modern Family : Luke Dunphy (Nolan Gould) (1re voix - saisons 1 et 2)
- 2010 : Damages : Kevin Tobin (Seamus Davey-Fitzpatrick) (4 épisodes)
- 2010-2015 : Parenthood : Max Braverman (Max Burkholder) (103 épisodes)
- 2011 / 2014-2016 : Game of Thrones : Robin Arryn (Lino Facioli) (1re voix, saison 1), Olly (Brenock O'Connor) (17 épisodes)
- 2015 : Shameless : Joaquin (José Julián) (1re voix, saison 5)
- 2015 : Wet Hot American Summer: First Day of Camp : Rafi (Josh Douglas) (mini-série)

#### Séries d'animation
- 2004 : South Park : Blanket Jefferson (saison 8, épisode 6)
- 2010-2011 : SamSam : SamSam (2e voix, saison 2)
- 2010-2015 : Babar : Les Aventures de Badou : Badou

### Jeu vidéo
- 2010 : Heavy Rain : Shaun Mars et Scott Sheppard